# Pol Bouin
Pour l’article homonyme, voir Bouin.
André Pol Bouin, né le 11 juin 1870 à Vendresse dans les Ardennes (France) et mort le 5 février 1962 à Vendresse, est un médecin, histologiste et biologiste français, professeur à la faculté de médecine à Nancy, à Alger, puis à Strasbourg. Considéré comme le « fondateur de l'endocrinologie sexuelle » avec Paul Ancel, il fait figure de pionnier de la recherche en biologie de la reproduction.

## Biographie
Pol Bouin fait ses études à la Faculté de Nancy. Il s'oriente ensuite vers l'endocrinologie de la reproduction pour laquelle il établira vers 1900 que les hormones mâles comme la testostérone sont produites par les cellules de Leydig, alors appelées cellules interstitielles des testicules.

« Au début du XXe siècle, l'histologie, la cytologie et la physiologie, qui contribuaient puissamment aux progrès de la biologie, faisaient presque toujours partie des facultés de médecine. Ainsi, c'est dans le cadre de l'histologie médicale qu'ont été réalisées les premières découvertes sur les glandes endocrines (pour n'en donner que quelques exemples : l'École de Paul Bouin, Robert Courrier, Étienne Wolff, Max Aron, Jacques Benoit dans les facultés de médecine de Nancy et Strasbourg dans l'immédiat après-guerre, qui ont presque tous fini leur carrière au Collège de France). Bien que se consacrant à des recherches fondamentales, ces scientifiques ont conforté le pouvoir médical sur la science, dont ils étaient à la fois les garants, tout en ouvrant des voies nouvelles pour la biologie »

— Claude Kordon
Pol Bouin, Auguste Prenant (voir sur wikidata) et Louis-Camille Maillard reçoivent le prix Barbier en 1904.

## Éponymie
- Liquide de Bouin
- Dentelle utérine de Bouin et Ancel[6]
- Test de Bouin et Ancel[7]

## Œuvres et publications

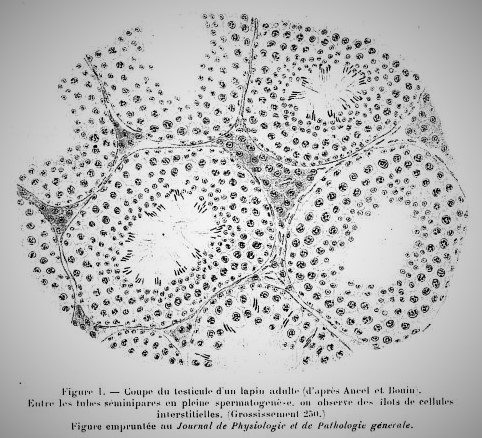
Coupe du testicule d'un lapin adulte (d'après Ancel et Bouin), Figure tirée de A. Branca, « La cellule interstitielle du testicule », La Presse médicale, 1905, no 64, p. 505-8, Texte intégral.

- Contribution à l'étude du ganglion moyen dans la rétine des oiseaux, impr. de Berger-Levrault (Nancy), 1895, in-8°, 5 p., lire en ligne sur Gallica.
- Phénomènes cytologiques anormaux dans l’histogenèse et l'atrophie expérimentale du tube séminifère, Nancy, Imprimerie Nancéienne, 1897.
- Titres et travaux scientifiques du Dr P. Bouin, Nancy, Berger-Levrault, 1898, Texte intégral.
- Histogenèse de la glande génitale femelle chez Rana temporaria (L.), thèse ès sciences naturelles no 13, Nancy, Faculté des sciences, 1900], Liège, impr. H. Vaillant-Carmanne, 1900, 1 vol. (p. 201-381, [4] p. de pl.) : pl. en noir et en coul. ; 26 cm [Extrait des Archives de Biologie, t. XVII, 1900, p. 207-383, Bibliogr. p. 358-372].
- Éléments d'histologie I.[8], « Cellule, division cellulaire, différenciation cellulaire, classification morphologique et fonctionnelle des cellules, tissus et organes, éléments de soutien, contractiles, nutritifs, sang, lymphe, organes hématopoïétiques, vaisseaux sanguins et lymphatiques », avec 200 figures et deux planches en couleurs, Paris, éditions Félix Alcan, 1929.
- Auguste Prenant, 1861-1927, [Extrait de Archives d'Anatomie microscopique t. 26, n. 1, 1930], Paris, Masson, 1930, 1 vol. (42 p.) : portr. ; In-8.
- Éléments d'histologie II, « Cellules et organes de la nutrition : tube digestif et glandes annexes; appareil respiratoire appareil excréteur. Cellules et organes des corrélations inter-organiques; glandes endocrines. Cellules sensibles: système nerveux; organes des sens. Gonocytes et organes de la reproduction », Paris, J. Gibert, 1932.
- Exposé des travaux scientifiques, Clermont-Ferrand, Imprimerie J. de Bussac, 1944, 39 p., in-8°.

En collaboration
- avec Auguste Prenant et  Louis-Camille Maillard, Traité d'histologie, [avec 572 figures dont 31 en plusieurs couleurs], Paris, Schleicher Frères & Cie, Masson, 1904-1911,

1. Tome premier, « Cytologie générale et spéciale ».
2. Tome deuxième, « Histologie et anatomie microscopique ».

- avec Paul Ancel :
  - « Recherches sur les cellules interstitielles du testicule des mammifères », Arch de Zool Exp Gen, 1 (1903): 437-523.
  - La glande interstitielle du testicule chez le cheval, Librairie C. Reinwald, 1905.
  - « Sur le développement de la glande mammaire pendant la gestation et sa cause », Bull. Soc. Sci. Nancy, 1911, 85-92, Texte intégral téléchargeable.
  - « Hypertrophie ou atrophie de la glande interstitielle dans certaines conditions expérimentales », Compt. R. Soc. Biol, (1905).
  - « A propos de l'action biologique du corps jaune », Gynécologie et obstétrique, 1926.
  - Quels sont les éléments testiculaires qui élaborent l'hormone sexuelle mâle ?, A. Marcus & E. Weber's Verlag, 1927.

Préface
- Max Aron, Vie et reproduction : notions actuelles sur les problèmes généraux de la biologie animale, [Préface du Pr P. Bouin], Paris, Masson et Cie, 1929, 1 vol. (XI-366 p.) : ill. en noir ; 23 cm.
- Louis Bounoure, L'origine des cellules reproductrices et le problème de la lignée germinale, [préface du professeur P. Bouin], Paris, Gauthier-Villars, 1939, 1 vol. (XII-271 p.) : ill. ; 21 cm.

Traduction
Charles Henry May, Manuel des maladies de l'œil, à l'usage des étudiants et des praticiens, [traduit et annoté par P. Bouin, 4e édition française, d'après la 10e édition originale], Paris, Masson, 1923, 1 vol. (VIII-456 p.) : fig., pl. en coul ; In-8.

## Titres et distinctions

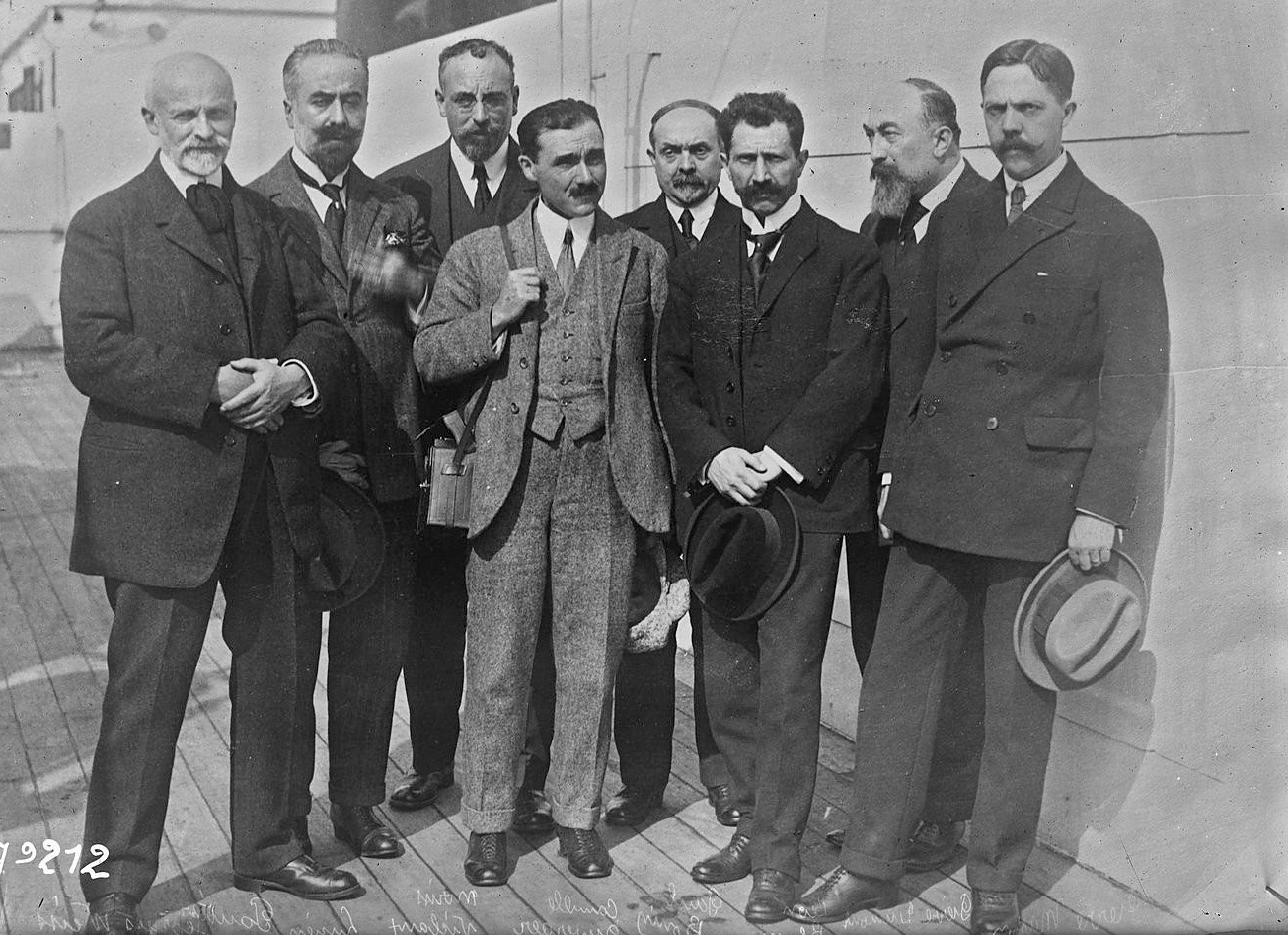
Mission d'étude aux États-Unis [concernant la fabrication de manière semi-industrielle de l'insuline d'origine extractive], avec, de gauche à droite : Georges Weiss, Lucien-Marie Pautrier, Maurice Nicloux, Camille Duverger, Pol Bouin, Léon Blum, Pierre Dumont et Pierre Masson. Collection de la Bibliothèque nationale de France

- Membre fondateur de la Société de biologie de Nancy
- Membre de l'Académie nationale de médecine[1]
- Membre de l'Académie des sciences[1]
- Médaille d'or du CNRS (1961)[10]
- Commandeur de la Légion d'honneur[11]